# École Saint-Érembert
 (mars 2010).
Si vous disposez d'ouvrages ou d'articles de référence ou si vous connaissez des sites web de qualité traitant du thème abordé ici, merci de compléter l'article en donnant les références utiles à sa vérifiabilité et en les liant à la section « Notes et références ».
Fondée en octobre 1935 à Saint-Germain-en-Laye à l'initiative de pères de l'École Saint-Martin-de-France (Pontoise), l’école Saint-Érembert est un établissement d'enseignement catholique, placé sous la tutelle de la Congrégation de l'Oratoire de France et sous contrat d'association avec l'État.
À la fois école primaire, collège et lycée (enseignement général, technique et professionnel), l'établissement accueille à ce jour environ 1850 élèves encadrés par 120 professeurs dans 61 classes. L'établissement compte de plus, une soixantaine de salariés.

## Histoire

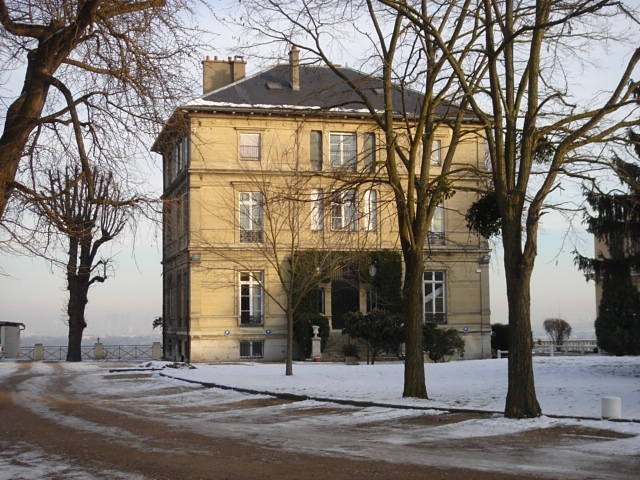
Maison natale des frères Reinach, actuellement pavillon du directeur.

L’École porte le nom de saint Érembert, un moine qui vécut au VIIe siècle, fut évêque de Toulouse et serait né dans le vallon de Feuillancourt (actuelle commune de Saint-Germain-en-Laye).
Elle a été fondée par le Révérend Père Assemaine, vicaire de la paroisse, premier supérieur, et par l'École Saint-Martin-de-France à Pontoise en s’inspirant de l’esprit, des méthodes et de l’organisation des Pères de l'Oratoire.
La première année en 1935, l'école compte 115 élèves qui occupent l'ancien noviciat des Sœurs auxiliatrices composé d'une maison et d'un pavillon belvédère construits en 1834 au bout de la Terrasse de Saint-Gemain par l'architecte Lecointe pour le receveur général des finances Gonzalve de Nervo, et d'une chapelle construite en 1885 par l'architecte Joigny.
En 1936, la société Saint-Martin achète un deuxième bâtiment, la maison Proignard ayant appartenu au maréchal Ney, aujourd’hui partie centrale du « bâtiment Saint Philippe Néri » (du nom du fondateur de l'Oratoire en Italie), puis en 1945 elle achète la propriété de la famille Reinach, connue sous le nom de Pavillon Gratry qui est devenue le logement du directeur.
En 1960, l'Oratoire confie la direction de l'école à un directeur laïc.
En 1962-1963, sous la direction de M. Delécolle, la société fait construire un nouveau bâtiment longeant la rue de Sully, le « bâtiment Bérulle » (du nom du fondateur de l'Oratoire en France).
En 1979, l'École Saint-Érembert est ouverte aux filles et devient mixte.
En 1981-1982, le bâtiment Bérulle est élargi sur toute sa longueur. Les piliers de la précédente façade sont d'ailleurs visibles dans les salles de classe du rez-de-chaussée. Un grand gymnase est également construit sous la cour du primaire. En 1982, l'école comptait déjà 1135 élèves, 40 salariés ainsi que 75 enseignants.
En 2007, un professeur de sport de l'École fut condamné à huit ans de prison ferme pour viol et agressions sexuelles sur quatre élèves âgés de 11 à 17 ans, et un an supplémentaire d'emprisonnement pour avoir détourné 150 000 €. La découverte de ce crime avait provoqué dès 2004 le licenciement du directeur et l'ouverture d'une information par le ministère public.
En 2008, le lycée Saint-Erembert a décidé d'ouvrir une classe supplémentaire en 1re dans la filière scientifique, puis en 2009-2010 d'ouvrir une classe de terminale S.
L’établissement compte en 2017 environ 1 850 élèves sur 61 classes, 120 professeurs et une soixantaine de salariés.

## Communauté éducative
Saint-Érembert est administrée par un OGEC (organisme de gestion de l’enseignement catholique). Elle dispose aussi d'une association de parents d’élèves affiliée à l'APEL. Tous les ans en début d'année scolaire, un petit livret retraçant la vie à l'école durant l'année précédente est publié. Le Lab revient notamment sur les voyages de classe, sorties scolaires, concours et activités culturelles accomplis par ses élèves. Elle dispose d'un bureau d’information (BDI), d'un journal et de correspondants. Les anciens élèves sont réunis au sein de l’Association des anciens élèves de l’École Saint-Érembert.
Au nombre des grands rendez-vous annuels de l'école, le Cross annuel au profit de l'association « Vaincre la mucoviscidose », et la « Soirée des Talents », durant laquelle les élèves, après avoir séduit un jury de professeurs, présentent leur talent sur scène. Ce spectacle ouvert aux élèves, parents et professeurs est l'occasion de récolter des fonds pour des actions caritatives tel Handi'chiens ou SOS Méditerranée via l'association « St É Solidarité » interne à l'école.

## Classement du lycée
En 2015, le lycée se classe 4e sur 52 au niveau départemental quant à la qualité d'enseignement, et 109e au niveau national. Le classement s'établit sur trois critères : le taux de réussite au bac, la proportion d'élèves de première qui obtient le baccalauréat en ayant fait les deux dernières années de leur scolarité dans l'établissement, et la valeur ajoutée (calculée à partir de l'origine sociale des élèves, de leur âge et de leurs résultats au diplôme national du brevet).

## Anciens élèves notables
- Michel Tournier (1924-2016), écrivain, membre de l'Académie Goncourt[11].
- Michel Péricard (1929-1999), journaliste, homme politique et maire de Saint-Germain-en-Laye de 1977 à 1999[12].
- Jacques Fesch (1930-1954), assassin guillotiné, en cours de béatification[13].
- Père Alain Carron de la Carrière (1932-2016), journaliste, présentateur de la messe du dimanche
- Claude Martin (né en 1944), diplomate.
- Christian Geffray (1954-2001), explorateur, anthropologue.
- Nicolas Forissier (né en 1961), ancien secrétaire d'état, homme politique.
- Nicolas Vanier (né en 1962), explorateur et écrivain.
- Sarah Biasini (née en 1977), comédienne, fille de Romy Schneider
- Camille Dalmais (née en 1978), autrice-compositrice-interprète et actrice (Camille)

## Sources bibliographiques
- Patrick Baillet, Jean Delécolle, Christian Durozoy, Du Boulingrin à l'École Saint-Erembert: Saint-Germain-en-Laye, M. Rey, 1993  (ISBN 2950742106 et 9782950742100).